# Marsch auf Rom

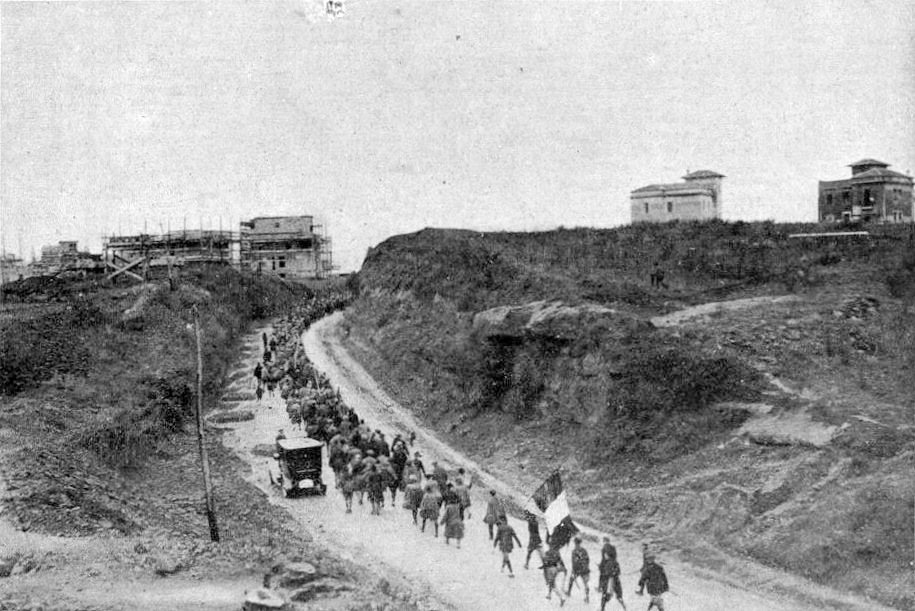
Faschisten auf dem Weg nach Rom, 28. Oktober 1922

Unter dem Marsch auf Rom (italienisch Marcia su Roma) versteht man die Machtübernahme Mussolinis und der von ihm geführten faschistischen Bewegung in Italien im Oktober 1922.

## Vorgeschichte: Italien 1919 bis 1922
Bereits in der Antike führten spätere Diktatoren wie Sulla oder Caesar ihr Heer als machtpolitisches Druckmittel gegenüber dem Senat nach Rom. 
Nach dem Ersten Weltkrieg wurde Italien von einer tiefen wirtschaftlichen, politischen und kulturell-moralischen Krise erschüttert. Das Land gehörte zwar 1918 zu den Siegermächten, aber schon bald setzte sich die Meinung durch, die italienischen Politiker hätten auf den Friedenskonferenzen die italienischen Interessen nicht ausreichend vertreten – das Schlagwort der vittoria mutilata, des „verstümmelten Sieges“, das der Dichter-Soldat Gabriele D’Annunzio geprägt hatte, verbreitete sich. Zusätzlich machte sich die Agitation der Dritten Internationale bemerkbar, die, angefeuert durch den Sieg der Oktoberrevolution von 1917 in Russland, eine revolutionäre Umgestaltung Europas propagierte. Im „Biennio rosso“ (den zwei Jahren revolutionärer Agitation in Italien) erhoben sich zahlreiche Pächter und Landarbeiter mit ihren „Ligen“ und Kooperativen gegen die Grundbesitzer (agrari), die teilweise gewaltsam vertrieben und de facto enteignet wurden. Ab Mitte 1920 begannen auch die Industriearbeiter mit Fabriksbesetzungen und Enteignungen von Industriellen. Die 1919 gegründete, aber zunächst erfolglose faschistische Bewegung trat gegen diese Ansätze einer bolschewistischen Revolution auf und setzten den „Arditi del Popolo“ der Sozialisten ihre „Fasci di combattimento“ entgegen. Sie vertrieben die Fabriksbesetzer unter Anwendung von Gewalt und drangen in der Folgezeit aufs Land vor, wo sie auch die Landbesetzer vertrieben und die Organisationen und Einrichtungen der revolutionären Arbeiterbewegung zerstörten. Selbst sozialistisch dominierte Gemeindeverwaltungen wurden angegriffen. Die Regierung und die Exekutive ließen die Faschisten meist gewähren, weil sie in ihnen zunächst nur Verbündete zur Wahrung der Ordnung sahen.
In den Jahren 1921 und 1922 breitete sich die faschistische Bewegung sowohl geographisch als auch zahlenmäßig aus und wurde 1922 mit über 300.000 Mitgliedern zur stärksten Massenbewegung des liberalen italienischen Staats. Schon Ende 1921 hatte Mussolini, der immer mehr zum unbestrittenen Kopf, dem Duce, des Faschismus avancierte, die bis dahin lose zusammengehaltene Bewegung lokaler Squadren und Fasci di Combattimento in eine Partei, den Partito Nazionale Fascista („Nationale Faschistische Partei“, PNF) umgewandelt.
Als entscheidende Niederlage der Sozialisten, deren Partei sich in dieser Zeit überdies zweimal spaltete, kann der gescheiterte Generalstreik vom Juli/August 1922 gelten, den die faschistischen Trupps in den großen Städten mit Gewalt auflösten. Die Faschisten forderten nach diesem Sieg Neuwahlen und drohten mit einem „Marsch auf Rom“, falls dieses Anliegen nicht erfüllt würde. Der König gab diesem Drängen schließlich nach.
Am 1./2. Oktober 1922 organisierten die Faschisten den Marsch auf Bozen, der gegen die deutsche Volksgruppe in Südtirol gerichtet war. Die Untätigkeit der italienischen Sicherheitskräfte bestärkte die Faschisten in der Überzeugung, dass bei einem Staatsstreich kaum Widerstand von Seiten des demokratischen Italien zu erwarten wäre. Historikern gilt diese Aktion deshalb als Generalprobe für den „Marsch auf Rom“.

## Marsch auf Rom: 27.–31. Oktober 1922

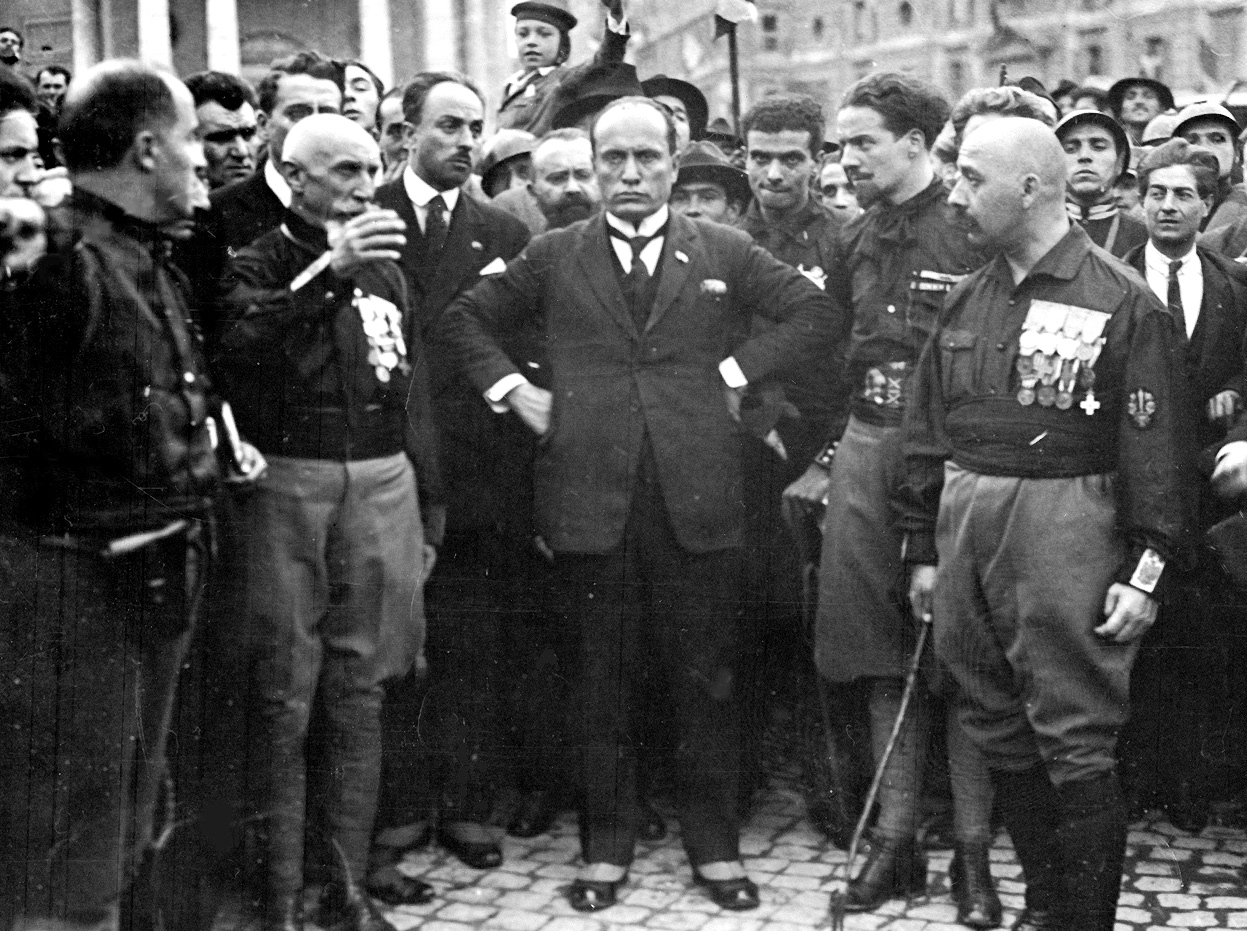
Emilio De Bono, Benito Mussolini, Italo Balbo und Cesare Maria De Vecchi (v. l. n. r)

Bei mehreren großen Veranstaltungen im September und Oktober 1922 versammelte Mussolini die Kräfte des Squadrismus und kündigte den „Marsch auf Rom“ seiner Anhänger an, um die italienische Regierung notfalls auch gewaltsam zu übernehmen. Als sich immer deutlicher abzeichnete, dass Mussolini seine Androhung wahrmachen würde, erhoben sich allerdings auch warnende Stimmen. Der römische Militärkommandant Emanuele Pugliese beispielsweise drängte den Ministerpräsidenten Luigi Facta, den Notstand auszurufen, aber der unentschlossene Facta weigerte sich. Erst in der Nacht vom 27. zum 28. Oktober, kurz nach Mitternacht, als sich bereits Tausende zum Marsch bereitmachten und aus den Provinzen Nachrichten über Besetzungen von staatlichen Einrichtungen eintrafen, berief Facta das Kabinett ein.
Die faschistischen squadre hatten am 27. Oktober damit begonnen, die lokalen Verwaltungsgebäude (Präfekturen und Quästuren, also Polizeidienststellen), Verkehrsknotenpunkte und Kasernen zu besetzen und versuchten, sich Zugang zu staatlichen Waffenlagern zu verschaffen. Diese Versuche waren allerdings nur in einigen Teilen Norditaliens, vor allem im Veneto und in Friaul, erfolgreich; in einem großen Teil Nord- und Mittelitaliens scheiterte dieser militärische Teil des „Aufstandes“ jedoch bereits im Ansatz. Im Süden fand eine Erhebung oft gar nicht erst statt.
Die in Permanenz tagende Regierung Facta beschloss in der Nacht, den Belagerungszustand auszurufen. Das Notstandsdekret, das der Armee das sofortige Losschlagen gegen die Faschisten ermöglichen sollte, wurde vorbereitet, und Facta brachte es am nächsten Morgen zu König Viktor Emanuel III., dessen Unterschrift zu seiner Inkraftsetzung nötig war.
Einige der konservativen Vertrauten des Königs wie Antonio Salandra, der ehemalige italienische Premier, hatten ihm von der Unterzeichnung abgeraten – teils, weil sie sich dann den Rücktritt des unbeliebten liberalen Facta erhofften, teils, weil sie glaubten, in einer Koalition mit den Faschisten hohe Ämter zu erhalten. Sie vertraten die Ansicht, die Faschisten seien der Armee zahlenmäßig weit überlegen, Mailand sei schon in ihrer Hand und Rom könne nicht mehr gehalten werden, es gäbe nur unnötiges Blutvergießen im Falle der Unterzeichnung des Dekretes. Als Vittorio Emanuele den Marschall Armando Diaz, den Oberbefehlshaber des italienischen Heeres 1917/18, nach der Verlässlichkeit des Heeres fragte, antwortete dieser: „Majestät, die Armee wird ihre Pflicht tun, aber es wäre besser, sie nicht auf die Probe zu stellen.“
Vittorio Emanuele verweigerte daraufhin am Morgen des 28. Oktober 1922 die Unterzeichnung des Dekrets. Die Gründe für diese plötzliche Entscheidung sind bis heute umstritten. Sicher wollte der König keinen Bürgerkrieg riskieren, aber auch die Furcht vor einer Usurpation seines Vetters, des als Sympathisant der Faschisten bekannten Herzogs von Aosta, dürfte eine Rolle gespielt haben. Facta trat daraufhin zurück und schlug Salandra als neuen Regierungschef vor. Salandra selbst überredete nach diesem gescheiterten Versuch den König, Mussolini zum neuen Ministerpräsidenten zu ernennen. Vittorio Emanuele III. bestellte daraufhin am Abend des 29. Oktober Mussolini aus Mailand nach Rom ein.
Der „Duce“ der faschistischen Bewegung bestieg noch am gleichen Abend einen Nachtzug von Mailand nach Rom und kam am Morgen des 30. Oktober 1922 am Bahnhof Roma Termini an. Er begab sich daraufhin zunächst ins Hotel und dann im Schwarzhemd, der squadristischen Uniform, zum König, an den er als erstes die Worte gerichtet haben soll: „Majestät, ich komme vom Schlachtfeld“, was nicht ganz den Fakten entsprochen hätte. Das „Schlachtfeld“ waren die vom Herbstregen aufgeweichten Felder einige Dutzend Kilometer vor den Toren Roms, auf denen mittlerweile mehrere Zehntausend Faschisten in drei großen Gruppen eingetroffen waren. Zeitgenössische Angaben schwanken zwischen 50.000 und über 70.000, wahrscheinlich dürften es schließlich zwischen 40.000 und 50.000 Mann gewesen sein, die zu Fuß oder in zum Teil gekaperten Sonderzügen in der Nähe der Hauptstadt eingetroffen waren.
Nach der Ernennung Mussolinis zum Regierungschef gab dieser die Weisung, die faschistischen Verbände in Marsch zu setzen, die dann am 31. Oktober 1922 in Rom eine Parade abhielten. Anschließend kam es – wie schon in den Tagen zuvor – zu Überfällen auf sozialistische und kommunistische Pressebüros und Gewalttaten gegen deren Anhänger.

## Folgen und Auswirkungen
Die Faschisten hatten die Gunst der Stunde genutzt und durch ein entsprechendes Auftreten den Eindruck äußerster Entschlossenheit erweckt, hätten jedoch aufgrund der schlechten Ausrüstung der Squadristen einem entschlossenen Einschreiten seitens der Armee kaum standgehalten.
In den folgenden Jahren, besonders ab 1925, errichteten die Faschisten mit Mussolini an der Spitze eine totalitäre Diktatur. Die „Nationale Faschistische Partei“ (Partito Nazionale Fascista, gegründet im November 1921) wurde zur Einheitspartei, regimekritische Zeitungen wurden verboten, Gegner der Faschisten mit den Repressionsmaßnahmen eines ausgebauten Polizeistaats verfolgt.
Schon bald nach 1922 sah Adolf Hitler, Führer der Nationalsozialistischen Deutschen Arbeiterpartei (NSDAP), in Mussolini ein Vorbild und plante einen „Marsch auf Berlin“, der ihn an die Macht bringen sollte. Allerdings scheiterte der als „Hitlerputsch“ bekannt gewordene Umsturz bereits in seinen Anfängen, nämlich in München mit dem Marsch zur Münchner Feldherrnhalle am 9. November 1923. Hitler gab daraufhin die Strategie der gewaltsamen Machteroberung auf und begann nach der Neugründung der NSDAP den legalen Aufstieg seiner Bewegung, der schließlich am 30. Januar 1933 mit seiner Ernennung zum Reichskanzler zum Erfolg führte.
Der von Mussolini gegründete und geprägte Faschismus erreichte sehr schnell in ganz Europa Vorbildcharakter; Italien avancierte schnell zum Modell faschistischer Herrschaft und zum „Gravitationszentrum“ (Hans Woller) derjenigen Bewegungen in Europa, die sich auf das Vorbild des italienischen Faschismus beriefen, selbst aber nicht imstande waren, die Macht zu erobern.